# Forsby kungshög
Forsby hög är en kungshög i Forsby i Västergötland med en diameter på 40x45 meter och med 3-3,5 meters höjd. På högen ligger Forsby medeltida kyrka med långhus och kor och absid med en storlek av 16x7,5 m. Kyrkan är orienterad i Ö-V och ligger på en avplanad platå på högen.
Kyrkan ligger troligen något norr om högens mittlinje men norra slänten av högen är avschaktad och brantare än normalt. I högens västsydvästra kantparti finns en klockstapel. Anläggningens sydsydvästra halva har troligen normal profil men är delvis utplanad genom anläggning av kyrkogården. På denna del finns tre gångar, som leder mot kyrkans port. En av dessa är belagd med stenplattor och skär ner i högens yta 0,3-0,8 m. De andra är grusgångar med trappor av kalksten. Högens begränsningar är delvis oklar på grund av den påverkan som skett. Högen är beväxt med en gran och en tall. Ytterligare grusgångar är anlagda i kanterna. 
Enligt Bo Carlsson Karstorp hittades vid anläggandet av den tidigare nämnda gången med stenplattor, tre skelett. Dessa var orienterade i N-S riktning och var alltså troligen hedniska gravar. Kristna gravar är vanligtvis orienterade i öst/väst, En skalle tillvaratogs av skeletten. Möjligen var det sekundärbegravningar i högen.